# Jandrenouille
Jandrenouille is een dorp in de Belgische provincie Waals-Brabant. Het ligt samen met Jandrain in Jandrain-Jandrenouille, een deelgemeente van Orp-Jauche.

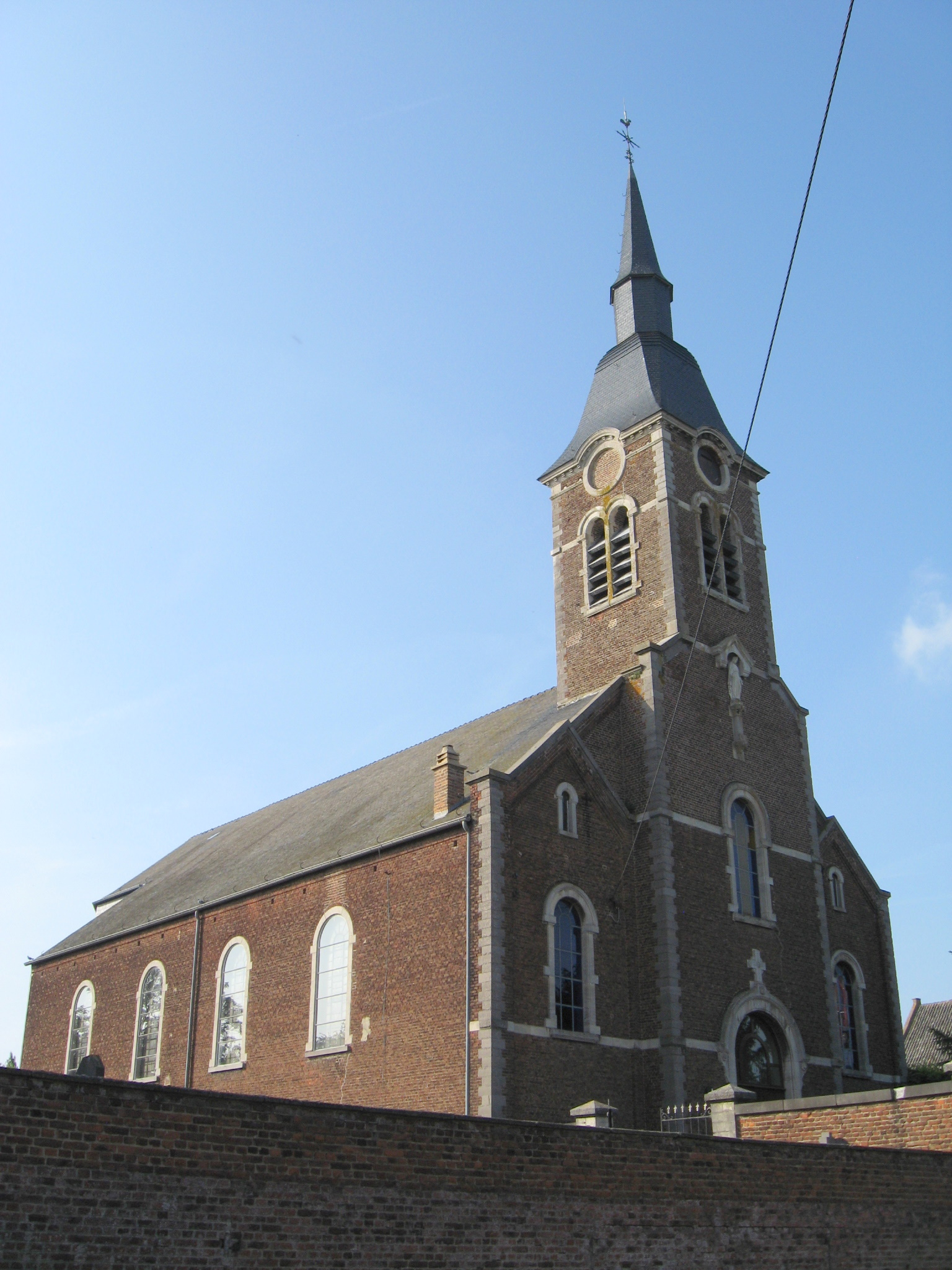
De Église Saint-Thibaut

## Geschiedenis
Op het eind van het ancien régime werd Jandrenouille een gemeente. In 1812 werd de gemeente al opgeheven en met de gemeente Jandrain verenigd in de nieuwe gemeente Jandrain-Jandrenouille.

## Bezienswaardigheden
- De Sint-Theobalduskerk (Église Saint-Thibaut) werd in 1871-1872 gebouwd in eclectische stijl.

## Natuur en landschap
De hoogte aan de kerk is 128 meter. Iets ten zuiden van Jandrenouille loopt de waterscheiding tussen Maas en Schelde.

## Nabijgelegen kernen
Jandrain, Folx-les-Caves, Branchon, Merdorp
Deelgemeenten: Énines · Folx-les-Caves · Geten · Jandrain-Jandrenouille · Marilles · Noduwez · Orp-le-Grand

Overige plaatsen: Jandrain · Jandrenouille

Belgische gemeenten · Arrondissement Nijvel · Waals-Brabant · Wallonië